# Allendale County
Allendale County ist ein County im Bundesstaat South Carolina der Vereinigten Staaten. Das U.S. Census Bureau hat bei der Volkszählung 2020 eine Einwohnerzahl von 8.039 ermittelt. Der Verwaltungssitz (County Seat) ist Allendale.

## Geographie
Das County liegt im Südwesten von South Carolina, grenzt an Georgia und hat eine Fläche von 1069 Quadratkilometern, wovon 11 Quadratkilometer Wasserfläche sind. Es grenzt im Uhrzeigersinn an folgende Countys: Bamberg County, Colleton County, Hampton County, Screven County (Georgia), Burke County (Georgia) und Barnwell County.

## Geschichte
Allendale County wurde am 6. Februar 1919 aus Teilen des Barnwell County und des Hampton County gebildet. Benannt wurde es nach Paul H. Allen (1800–?), der ab 1849 der erste Postmeister in Allendale war.
13 Bauwerke und Stätten des Countys sind im National Register of Historic Places (NRHP) eingetragen (Stand 26. Juli 2018).

## Demografische Daten
Nach der Volkszählung im Jahr 2000 lebten im Allendale County 11.211 Menschen in 3.915 Haushalten und 2.615 Familien. Die Bevölkerungsdichte betrug 11 Einwohner pro Quadratkilometer. Ethnisch betrachtet setzte sich die Bevölkerung zusammen aus 71,00 Prozent Weißen, 27,37 Prozent Afroamerikanern, 0,12 Prozent amerikanischen Ureinwohnern, 0,00 Prozent Asiaten, 0,06 Prozent Bewohnern aus dem pazifischen Inselraum und 0,85 Prozent aus anderen ethnischen Gruppen; 0,51 Prozent stammten von zwei oder mehr Ethnien ab. 1,61 Prozent der Bevölkerung waren spanischer oder lateinamerikanischer Abstammung.
Von den 3.915 Haushalten hatten 30,3 Prozent Kinder unter 18 Jahre, die bei ihnen lebten. 35,8 Prozent waren verheiratete, zusammenlebende Paare, 25,8 Prozent waren allein erziehende Mütter, 33,2 Prozent waren keine Familien, 30,0 Prozent waren Singlehaushalte und in 12,3 Prozent lebten Menschen mit 65 Jahren oder darüber. Die Durchschnittshaushaltsgröße betrug 2,56 und die durchschnittliche Familiengröße betrug 3,21 Personen.
26,6 Prozent der Bevölkerung war unter 18 Jahre alt. 9,8 Prozent zwischen 18 und 24, 28,2 Prozent zwischen 25 und 44, 22,8 Prozent zwischen 45 und 64 und 12,7 Prozent waren 65 Jahre alt oder älter. Das Durchschnittsalter betrug 35 Jahre. Auf 100 weibliche Personen kamen 108,6 männliche Personen und auf 100 Frauen im Alter von 18 Jahren und darüber kamen 107,5 Männer.
Das jährliche Durchschnittseinkommen eines Haushalts betrug 20.898 USD, das Durchschnittseinkommen einer Familie betrug 27.348 USD. Männer hatten ein Durchschnittseinkommen von 25.930 USD, Frauen 20.318 USD. Das Prokopfeinkommen betrug 11.293 USD. 28,4 Prozent der Familien und 34,5 Prozent der Bevölkerung lebten unterhalb der Armutsgrenze.

## Orte im Allendale County
Im Allendale County liegen vier Gemeinden, die alle den Status einer Town besitzen.
Towns
| - Allendale - Fairfax | - Sycamore - Ulmer |

Unincorporated Communities
- Appleton
- Martin